# Lijst van programma's van WNL
Dit is een lijst van Nederlandse radio- en televisieprogramma's die werden of worden uitgezonden door de Nederlandse publieke omroep WNL.
De jaartallen geven aan wanneer het programma te zien of te horen was of is. Een programma kan daarvoor en/of daarna ook bij een andere omroep of zender te zien zijn geweest.

## Programma's
Legenda
 Huidige en komende programma's zijn gemarkeerd met een oranje blokje.

## A
|  | programma                 | periode   | zender(s)   | presentatie / vaste medewerkers                                                 |
|  | ------------------------- | --------- | ----------- | ------------------------------------------------------------------------------- |
|  | Aangehaakt (Documentaire) | 2023-2025 | NPO 2       | Josse de Voogd (2023-), Sam Hagens (2025-)                                      |
|  | Allemaal Familie          | 2015      | NPO 1       | John Fentener van Vlissingen                                                    |
|  | Avondspits                | 2010–2013 | NPO Radio 1 | Joost Eerdmans (2011–2013), Kasper Kooij (2010–2011), Alex de Vries (2010–2011) |

## B
|  | programma                            | periode | zender(s) | presentatie / vaste medewerkers |
|  | ------------------------------------ | ------- | --------- | ------------------------------- |
|  | Brandmerk: Kind van een gedetineerde | 2025    | NPO 3     | Menen Seijkens                  |

## C
|  | programma       | periode    | zender(s)           | presentatie / vaste medewerkers                               |
|  | --------------- | ---------- | ------------------- | ------------------------------------------------------------- |
|  | Café Kockelmann | 2024–heden | NPO 2               | Sven Kockelmann (2024–) Sidekick: Thomas van Groningen (2024) |
|  | Cokevissers     | 2020       | NPO Radio 1 Podcast | Wouter Laumans                                                |

## D
|  | programma                                  | periode        | zender(s)           | presentatie / vaste medewerkers |
|  | ------------------------------------------ | -------------- | ------------------- | --- |
|  | De Bodyguard                               | 2022           | NPO 3               | Welmoed Sijtsma |
|  | De Jacht op Goud                           | 2020           | NPO 1               | |
|  | De Jongen Zonder Gisteren                  | 2024           | NPO 1 Radio Podcast | |
|  | De Missie van André Kuipers (Documentaire) | 2021           | NPO 1               | |
|  | De Opvolgers                               | 2018           | NPO 2               | Sander Schimmelpenninck |
|  | De Reis van de D-Day vlag (Documentaire)   | 2019           | NPO 2               | |
|  | De zaak van je leven                       | 2016–2020      | NPO 2               | Maaike Timmerman (2016), Bram Endedijk (2017–2020)                                                                                      |
|  | Doden liegen niet                          | 2016–2017      | NPO 3               | Frank van de Goot |
|  | Dragons' Den                               | 2020–2021 2023 | NPO 1               | Jort Kelder (2021, 2023), Sander Schimmelpenninck (2020) Dragons: Shawn Harris, Michel Perridon, Nikkie Plessen, Pieter Schoen, Won Yip |

## E
|  | programma                                                     | periode   | zender(s) | presentatie / vaste medewerkers |
|  | ------------------------------------------------------------- | --------- | --------- | ------------------------------- |
|  | Edo - Srebrenica '95 (Documentaire)                           | 2023      | NPO 1     |                                 |
|  | Eva Jinek op Zondag                                           | 2011–2013 | NPO 1     | Eva Jinek                       |
|  | Explosion W: De fokkersdroom van Willie Wijnen (Documentaire) | 2023      | NPO 1     |                                 |

## G
|  | programma             | periode    | zender(s) | presentatie / vaste medewerkers |
|  | --------------------- | ---------- | --------- | --- |
|  | Goedemorgen Nederland | 2015–heden | NPO 1     | Vivienne van den Assem (2016–2018), Jill Bleiksloot (2017–2024), Leonie ter Braak (2015–2017), Fidan Ekiz (2025, invaller), Sam Hagens (2025–heden), Wieger Hemmer (2025, invaller), Nikki Herr (2017–2022), Tanja Kok (2023–2024), Frank van Leeuwen (2022–heden), Roos Moggré (2015–2018), Nejifi Ramirez (2023–2024), Raquel Schilder (2020–2023), Maaike Timmerman (2015–2024), Welmoed Sijtsma (2018–heden), Lisette Wellens (2017–heden) |
|  | Goedenavond Nederland | 2025       | NPO 1     | Sam Hagens en Welmoed Sijtsma Verslaggevers: Mats Akkerman, Kiki Bosman en Tessa van Viegen |

## H
|  | programma                              | periode    | zender(s)           | presentatie / vaste medewerkers                        |
|  | -------------------------------------- | ---------- | ------------------- | ------------------------------------------------------ |
|  | Haagse Lobby                           | 2016–heden | NPO 2 NPO Radio 1   | Martijn de Greve (radio), Rick Nieman (televisie)      |
|  | Half 8 live!                           | 2012       | NPO 3               | Merel Westrik                                          |
|  | Helden in de knel                      | 2014       | NPO 1               |                                                        |
|  | Het Geheim van Rooswijk (Documentaire) | 2017       | NPO 2               |                                                        |
|  | Het Grote Nationale Woondebat          | 2021       | NPO Radio 1         | Welmoed Sijtsma                                        |
|  | Het Grote Werk- en ondernemersdebat    | 2021       | NPO Radio 1         | Yoeri Albrecht, Maaike Timmerman                       |
|  | Het Jaar van...                        | 2021       | NPO Radio 1         | Maaike Timmerman                                       |
|  | Het Misdaadbureau                      | 2023–2024  | NPO Radio 1         | Maaike Timmerman                                       |
|  | Het Onderzoeksbureau                   | 2021–heden | NPO Radio 1 Podcast | Bram Endedijk, Sandra van den Heuvel                   |
|  | High Tea                               | 2010–2013  | NPO Radio 2         | Jeanne Kooijmans (2010–2011), Kasper Kooij (2011–2013) |
|  | Hotel Kooij                            | 2013–2014  | NPO Radio 2         | Kasper Kooij                                           |
|  | Hufterproef                            | 2017–2019  | NPO 3               | Leonie ter Braak (2017), Jill Bleiksloot (2018–2019)   |

## I
|  | programma                                            | periode   | zender(s)           | presentatie / vaste medewerkers |
|  | ---------------------------------------------------- | --------- | ------------------- | ------------------------------- |
|  | Iedere Steen heeft een Gezicht                       | 2021      | NPO Radio 1 Podcast | Hans Jaap Melissen              |
|  | In de Kantine                                        | 2022–0000 | NPO Radio 1         | Fidan Ekiz, Wieger Hemmer       |
|  | In het hart geraakt: corona in Kessel (Documentaire) | 2020      | NPO 2               |                                 |

## K
|  | programma                                                       | periode | zender(s)   | presentatie / vaste medewerkers |
|  | --------------------------------------------------------------- | ------- | ----------- | ------------------------------- |
|  | Kerstdiner                                                      | 2021    | NPO Radio 1 | Margreet Spijker                |
|  | Kinderen van Zwarte Bevrijders: Half an American (Documentaire) | 2022    | NPO 2       |                                 |

## L
|  | programma            | periode | zender(s) | presentatie / vaste medewerkers |
|  | -------------------- | ------- | --------- | ------------------------------- |
|  | Langs Romeinse Wegen | 2019    | NPO 2     | Rick Nieman                     |

## M
|  | programma                           | periode   | zender(s)           | presentatie / vaste medewerkers |
|  | ----------------------------------- | --------- | ------------------- | ------------------------------- |
|  | Mark & Margreets Weekend            | 2019–2021 | NPO Radio 1 Podcast | Mark Koster, Margreet Spijker   |
|  | Misdaadcollege                      | 2019–2020 | NPO 1               | Rick Nieman                     |
|  | Missie in Spijkerbroek (Special)    | 2023      |                     | Frank van Leeuwen               |
|  | Mocronado's (Documentaire)          | 2023      | NPO 2               |                                 |
|  | My Friend, The Mayor (Documentaire) | 2020      | NPO 1               | Max Westerman                   |

## N
|  | programma         | periode | zender(s)   | presentatie / vaste medewerkers |
|  | ----------------- | ------- | ----------- | ------------------------------- |
|  | Nog Steeds Wakker |         | NPO Radio 1 |                                 |
|  | Nu Al Wakker      |         | NPO Radio 1 |                                 |

## O
|  | programma                      | periode   | zender(s)           | presentatie / vaste medewerkers |
|  | ------------------------------ | --------- | ------------------- | --- |
|  | Ochtendspits                   | 2010–2011 | NPO 1               | Petra Grijzen, Alex de Vries Reporters: Ardy Stemerding |
|  | Oorlog In Je Lichaam           | 2020      | NPO Radio 2 Podcast | |
|  | Oorlogskinderen (Documentaire) | 2020      | NPO 2               | Eric van den Berg, Bram Endedijk |
|  | Ons Goeie Geld                 | 2017      | NPO 2               | Margreet Spijker |
|  | Op1                            | 2020–2024 | NPO 1               | Fidan Ekiz (2021-2024), Thomas van Groningen (2022–2024, verslaggever/duider/invalpresentator), Jort Kelder (2020–2024), Sven Kockelmann (2021-2024), Sander Schimmelpenninck (2020), Welmoed Sijtsma (2020–2024) |
|  | Op de Barricade                | 2024      | NPO 1               | Fidan Ekiz |
|  | Op de vrouw af!                | 2020      | NPO 1               | Hilmar Mulder, Welmoed Sijtsma |

## R
|  | programma                         | periode | zender(s) | presentatie / vaste medewerkers |
|  | --------------------------------- | ------- | --------- | ------------------------------- |
|  | Redding na de Ramp                | 2024    | NPO 1     | Welmoed Sijtsma                 |
|  | Rusland en de MH17 (Documentaire) | 2020    | NPO 2     | Pieter Waterdrinker             |

## S
|  | programma                                                     | periode    | zender(s)   | presentatie / vaste medewerkers |
|  | ------------------------------------------------------------- | ---------- | ----------- | --- |
|  | Sint-Maarten na de orkaan (Documentaire)                      |            | NPO 3       | |
|  | Some will never return (Documentaire)                         | 2020       | NPO 1       | |
|  | Spreek! Nu! (Documentaire)                                    | 2022       | NPO 1       | Simon Vuyk |
|  | Stand van Nederland                                           | 2018–0000  | NPO 2       | Margreet Spijker (2018–2020), Raquel Schilder (2020–2023), Jill Bleiksloot, Menen Seijkens, Tanja Kok, Nejifi Ramirez en Sam Hagens (2025–) |
|  | STEUN: Hoe Hasselt vecht tegen het coronavirus (Documentaire) | 2020       | NPO 1       | |
|  | Sven op 1                                                     | 2021–heden | NPO Radio 1 | Sven Kockelmann, Thomas van Groningen (invaller)                                                                                            |

## T
|  | programma        | periode   | zender(s)   | presentatie / vaste medewerkers |
|  | ---------------- | --------- | ----------- | --- |
|  | 't Wordt Nu Laat | 2016–2021 | NPO Radio 2 | Carolien Borgers (2016–2020), Evelien de Bruijn (2016–2019), Nikki Herr (2020), Toine van Peperstraten (2019), Maaike Timmerman (2020), Welmoed Sijtsma (2020), Lisette Wellens (2020), Kimberley Dekker (2021) |
|  | TV Lab Greenroom |           | NPO 3       | |

## U
|  | programma    | periode   | zender(s) | presentatie / vaste medewerkers                      |
|  | ------------ | --------- | --------- | ---------------------------------------------------- |
|  | Uitgesproken | 2010–2011 | NPO 2     | Michiel Bicker Caarten (2010), Joost Eerdmans (2011) |

## V
|  | programma                     | periode   | zender(s)   | presentatie / vaste medewerkers |
|  | ----------------------------- | --------- | ----------- | --- |
|  | Vakantie voor iedereen        | 2017      | NPO 2       | |
|  | Van oud naar nieuw            | 2019–2020 | NPO Radio 1 | Wieger Hemmer, Maaike Timmerman |
|  | Vandaag de dag                | 2011–2015 | NPO 1       | Leonie ter Braak (2012–2015), Kristel van Eijk (2013–2014), Eva Jinek (2011–2013), Roos Moggré (2014–2015), Merel Westrik (2011–2014) Reporters: Daniël van Dam, Wieger Hemmer, Maaike Timmerman, Tom van ’t Einde |
|  | Vertrouwelijk! (Documentaire) | 2022      | NPO 1       | Simon Vuyk |
|  | Vrijdag met Vrienden          | 2012      | NPO 2       | Eva Jinek |

## W
|  | programma              | periode    | zender(s)         | presentatie / vaste medewerkers |
|  | ---------------------- | ---------- | ----------------- | --- |
|  | Weg van de wereld      | 2017       | NPO 2 NPO Radio 1 | Arend-Jan Boekestijn, Rob de Wijk |
|  | Welmoed en de Sexfakes | 2022       | NPO 3             | Welmoed Sijtsma |
|  | WNL Opiniemakers       | 2015–2021  | NPO 2 NPO Radio 1 | Wieger Hemmer (radio), Margreet Spijker (televisie) |
|  | WNL Tegenpolen         |            | NPO Radio 1       | Wieger Hemmer |
|  | WNL op Zaterdag        | 2014–2021  | NPO Radio 1       | Kristel van Eijk (2014), Margreet Spijker (2014–2021) |
|  | WNL op Zondag          | 2013–heden | NPO 1             | Charles Groenhuijsen (2013–2015), Paul Jansen (2013–2014), Rick Nieman (2015–heden), Sandra Schuurhof (2013–2014), Margreet Spijker (2014–2015), Janneke Willemse (2013–2014) |

## Z
|  | programma                | periode | zender(s)   | presentatie / vaste medewerkers |
|  | ------------------------ | ------- | ----------- | ------------------------------- |
|  | Zenith: Van hero to zero | 2023    | NPO 1       |                                 |
|  | Zo’n Zondag              |         | NPO Radio 2 |                                 |